# 鐵道局 (日本)
鐵道局（日语：／），是日本國土交通省的內部部局，負責管理鐵路相關業務，包括運輸業務、鐵路車輛監理、噪音、環境對策、動力車駕駛者的培育、管理體制等。

## 組織架構
- 局長
- 次長
- 總務課
  - 企劃室
  - 危機管理室
- 幹線鐵道課
- 都市鐵道政策課
- 鐵道事業課
- 國際課
- 技術企劃課
- 設施課
- 安全監理官

## 外部連結
鐵道局 （页面存档备份，存于）